# Corvinus
『Corvinus』（コルヴィヌス）は、日本のヴィジュアル系バンドDのヴォーカリスト、ASAGIの1枚目のシングル。2006年9月20日発売。発売元はGODS CHILD RECORDS。

## 概要
- ASAGIにとって初のソロマキシシングル。
- サイン入りポスター、メイキングDVD、アトマイザー、ポートレート
- 通常版は、2曲収録のCD＋PVが収録されたDVDが付属した。
- 限定版にはASAGIプロデュースの香水が付属した。

## 収録曲
1. Corvinus
（作詞：ASAGI、作曲：ASAGI）
2. Unknown
（作詞：ASAGI、作曲：ASAGI）